# Torigoe Megumi
Torigoe Megumi (鳥越 恵; Hepburn: Torigoe Megumi)(Japán, ? –) japán válogatott labdarúgó.

## Klub
A Matsushita Electric Panasonic Bambina csapatában játszott.

## Nemzeti válogatott
1999-ben debütált a japán válogatottban. A japán válogatott tagjaként részt vett az 1999-es Ázsia-kupán. A japán válogatottban 8 mérkőzést játszott.

## Statisztika
| Japán válogatott | Japán válogatott | Japán válogatott |
| Időszak          | Mérk.            | gól              |
| ---------------- | ---------------- | ---------------- |
| 1999             | 5                | 0                |
| 2000             | 2                | 0                |
| 2001             | 1                | 0                |
| Összesen         | 8                | 0                |